# 'Ndrina Zindato
Gli Zindato-Caracciolo sono una 'ndrina di Reggio Calabria, legata alla più potente cosca Libri.

## Personaggi di spicco
- Francesco Zindato, capobastone arrestato nel 2010, accusato di essere l'autore dell'omicidio di Giuseppe Lauteta.[2]
- Antonino Caracciolo, capobastone arrestato nel 1999, detto La Primula Rossa. Suocero di Francesco Zindato.[3]

## Fatti recenti
- Il 30 ottobre 2010 a Reggio Calabria vengono arrestati 33 presunti esponenti dei Borghetto-Zindato-Caridi accusati di estorsione e associazione mafiosi tra cui di spicco: Diego Rosmini, Domenico Serraino, Giuseppe Zindato, e il genero di Domenico Libri Antonino Caridi.[4]
- Dall'operazione del 30 ottobre si scopre il presunto coinvolgimento della cosca in attività estorsive e l'operato di 3 ditte sotto prestanome a L'Aquila: B.r. Costruzioni S.r.l., Lypas e la Tesi costruzioni S.r.l.[5]
- 21 luglio 2014: Operazione Cripto contro i Caridi-Borghetto-Zindato.[6]
- 26 maggio 2020: Operazione Cemetery Boss contro le cosche Rosmini e Zindato.[7]